# Svanevænget
Svanevænget er en gade på Østerbro i København. Gaden er ca. 400 meter lang og løber mellem Strandvejen og Strandpromenaden.
Gaden er en af 11 i Danmark med navnet.

## Gadens historie
Gaden fik sit navn i 1917 efter stubmøllen Svanemøllen, der også gav Svanemøllevej og Svanemøllen Station sit navn. Dyrenavnet antoges angiveligt på grund af en nærliggende svanedam. Møllen kaldtes også Bagernes Mølle og blev opført i 1700-tallet. Under briternes belejring og bombardement af København i 1807 brugte de møllen som base. Møllen brændte i 1892. En rest stod tilbage og blev brugt som værtshuset Fokina. Under besættelsen blev værtshuset saboteret, som en af de få bombeangreb direkte på værnemagtens soldater. 
Området blev i 1921 blev opkøbt af Harald Simonsen (1873-1949) , også kaldet Guld-Harald.

## Nævneværdige bygninger i gaden
Nr. 1 og 2 er opført i henholdsvis 1929 og 1931 af samme arkitekt, Hans Dahlerup Berthelsen (1881-1939). Bygningerne ser umiddelbart ens ud, men der er alligevel masser af fine forskelle. Nr. 1 er gule mursten, med bånd markeret i okkerfarvede mursten og der er skifer på taget. Ejendommen kaldes for Ulphsgaard efter Harald Simonsens afdøde barnebarn grev Ulph Hamilton. 
Nr. 2 er i røde mursten, hvide vinduer og sorte tegl – der giver et andet mere nationalromantisk udtryk.
De lige numre af Svanevænget er rækkehuse i røde mursten, tegnet af Louis Hygom (1879-1950) i 1929-1931. Der er masser af små finurlige detaljer der adskiller husene fra hinanden, fx krydsmønster i gule mursten eller kant mod nabohuset. Beboerne er forpligtede til at overholde visse krav om havens og husets udseende. 
Nr. 13 er en bungalow fra 1936 med hjørnevindue og to altaner ud til gaden.
I nr. 36 holder Serbiens ambassade til i en flot funkisvilla fra 1936. Indgangspartiet er ret elegant med både buet tag, søjler og to rundede trappetrin.
Nr. 42 er fra 1937 og i stramt modernistisk formsprog. Bemærk den dristige placering af vinduet i murfladen.
I 1930 boede lægen Johannes Helweg i nr. 30, han var leder af Rigshospitalets fysiurgiske afdeling 1915-1953. Beboerne på Svanevænget var i denne periode bl.a. sagførere og ingeniører.